# Ladaniva
Ladaniva ist eine französische Band, die 2019 von der Sängerin Jacqueline Baghdasaryan und dem Multiinstrumentalisten Louis Thomas gegründet wurde.

## Geschichte
Ladaniva wurde 2019 von der armenischen Sängerin Jacqueline Baghdasaryan gegründet, die in Jeghegnadsor, Armenien geboren wurde und 2014 nach Frankreich kam. Als sie das Musikkonservatorium von Lille besuchte, traf sie dort Louis Thomas. Nach ihrem Treffen gründeten sie die Band Ladaniva, die in Armenien schnell berühmt wurde.
2019 erschien der Clip zu Vay Aman. Das binationale Duo aus Lille verfügt über ein Repertoire, das einerseits von traditionellen Liedern aus Armenien, Russland und dem Balkan inspiriert ist, andererseits von der Musik Lateinamerikas und Afrikas.
Jacqueline Baghdasaryan interessierte sich für klassische Musik und vertiefte sich später in Jazz. Sie war Teil mehrerer Bands in Frankreich und hat an verschiedenen Musikfestivals teilgenommen.
Louis Thomas stammt aus einer Musikerfamilie, er begann im Alter von 7 Jahren Trompete zu spielen. Nach einem Jazzkurs am Konservatorium reiste er durch Afrika und Lateinamerika.
Am 9. März 2024 wurde bekannt, dass Ladaniva intern vom armenischen Sender ARMTV ausgewählt wurde, Armenien beim Eurovision Song Contest 2024 in Malmö zu vertreten. Im zweiten Halbfinale am 9. Mai konnte sich die Band mit dem Song Jako für das Finale qualifizieren. Dort belegte sie den achten Platz.

## Name
Der Name Ladaniva bezieht sich auf den russischen Geländewagen Lada Niva.

## Auszeichnungen
Ladaniva wurde 2022 mit dem Publikumspreis der Music Moves Europe Talent Awards ausgezeichnet.

## Diskografie

### Alben
- 2023: Ladaniva
- 2024: Ladaniva (Postcards)

### EPs
- 2020: Ladaniva

### Singles
- 2020: Kef Chilini
- 2020: Oror
- 2020: Ladaniva
- 2021: Pourquoi t’as fait ça?
- 2023: Shakar
- 2023: Wayo waya
- 2023: Je voulais
- 2023: Je t’aime tellement
- 2023: Jako
- 2024: Here’s to You Ararat
- 2024: Saraiman

### Als Gastmusiker
- 2021: Malika (Voyou feat. Ladaniva)